# Méreuil
Cet article concerne une commune des Hautes-Alpes. Pour la commune homophone des Bouches-du-Rhône, voir Meyreuil.
Méreuil est une commune française située dans le département des Hautes-Alpes, en région Provence-Alpes-Côte d'Azur.

## Géographie

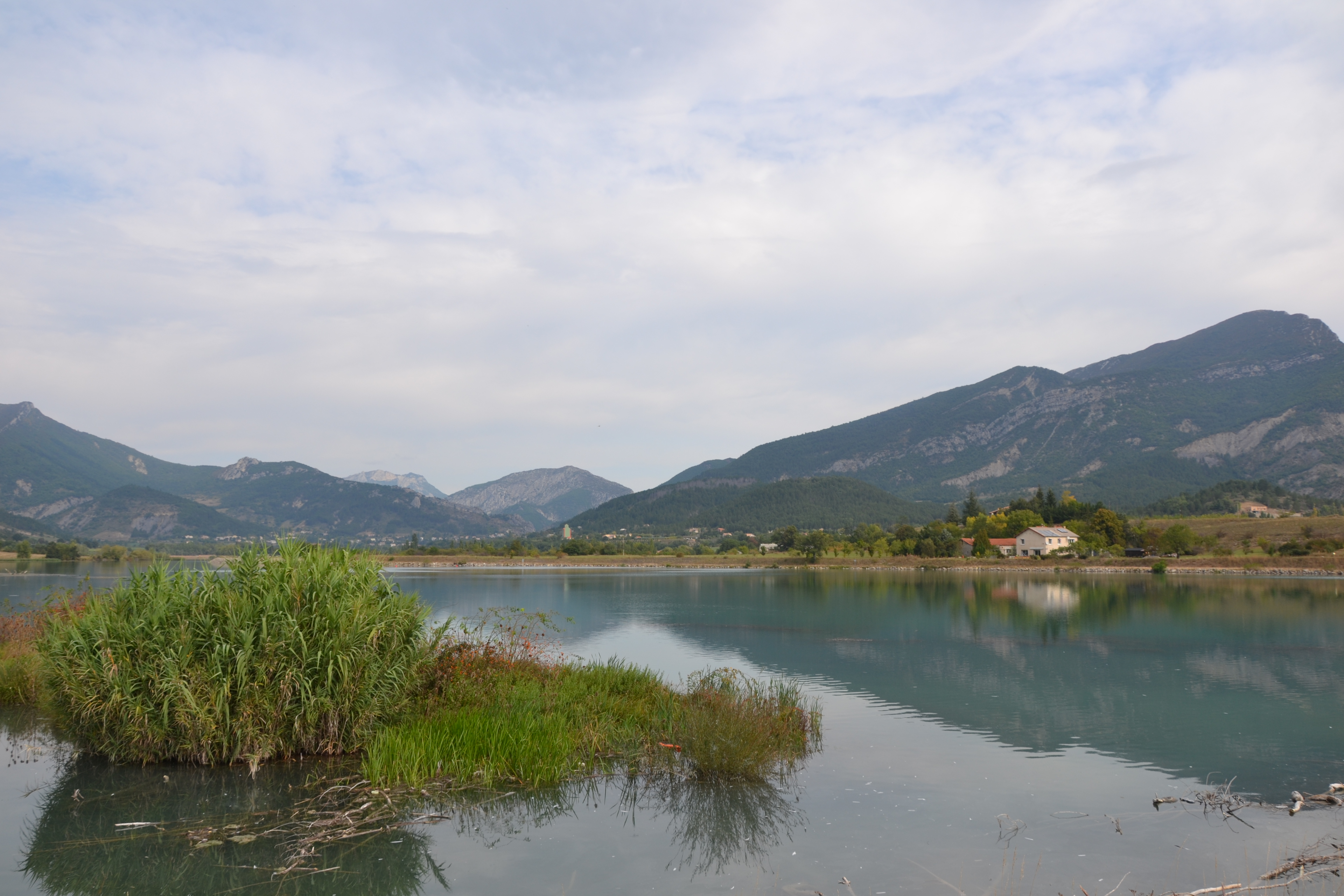
Lac du barrage Saint-Sauveur.

La commune est arrosée par le Buëch. Un barrage a été construit sur le cours de cette rivière, formant un lac sur le territoire de Méreuil.

### Climat
Pour des articles plus généraux, voir Climat de Provence-Alpes-Côte d'Azur et Climat des Hautes-Alpes.
En 2010, le climat de la commune est de type climat méditerranéen altéré, selon une étude du Centre national de la recherche scientifique s'appuyant sur une série de données couvrant la période 1971-2000. En 2020, Météo-France publie une typologie des climats de la France métropolitaine dans laquelle la commune est exposée à un climat de montagne ou de marges de montagne et est dans la région climatique Alpes du sud, caractérisée par une pluviométrie annuelle de 850 à 1 000 mm, minimale en été.
Pour la période 1971-2000, la température annuelle moyenne est de 10,6 °C, avec une amplitude thermique annuelle de 17,4 °C. Le cumul annuel moyen de précipitations est de 947 mm, avec 7 jours de précipitations en janvier et 4,9 jours en juillet. Pour la période 1991-2020, la température moyenne annuelle observée sur la station météorologique de Météo-France la plus proche, « Laragne Montéglin », sur la commune de Laragne-Montéglin à 11 km à vol d'oiseau, est de 12,0 °C et le cumul annuel moyen de précipitations est de 813,8 mm. 
La température maximale relevée sur cette station est de 41,1 °C, atteinte le 28 juin 2019 ; la température minimale est de −17,4 °C, atteinte le 18 décembre 2010,,.
Les paramètres climatiques de la commune ont été estimés pour le milieu du siècle (2041-2070) selon différents scénarios d'émission de gaz à effet de serre à partir des nouvelles projections climatiques de référence DRIAS-2020. Ils sont consultables sur un site dédié publié par Météo-France en novembre 2022.

## Urbanisme

### Typologie
Au 1er janvier 2024, Méreuil est catégorisée commune rurale à habitat très dispersé, selon la nouvelle grille communale de densité à 7 niveaux définie par l'Insee en 2022.
Elle est située hors unité urbaine. Par ailleurs la commune fait partie de l'aire d'attraction de Laragne-Montéglin, dont elle est une commune de la couronne,. Cette aire, qui regroupe 10 communes, est catégorisée dans les aires de moins de 50 000 habitants,.

### Occupation des sols
L'occupation des sols de la commune, telle qu'elle ressort de la base de données européenne d’occupation biophysique des sols Corine Land Cover (CLC), est marquée par l'importance des forêts et milieux semi-naturels (65 % en 2018), une proportion identique à celle de 1990 (65 %). La répartition détaillée en 2018 est la suivante : 
forêts (55,2 %), zones agricoles hétérogènes (26,1 %), terres arables (8,6 %), milieux à végétation arbustive et/ou herbacée (6,6 %), espaces ouverts, sans ou avec peu de végétation (3,1 %), eaux continentales (0,4 %).
L'évolution de l’occupation des sols de la commune et de ses infrastructures peut être observée sur les différentes représentations cartographiques du territoire : la carte de Cassini (XVIIIe siècle), la carte d'état-major (1820-1866) et les cartes ou photos aériennes de l'IGN pour la période actuelle (1950 à aujourd'hui).

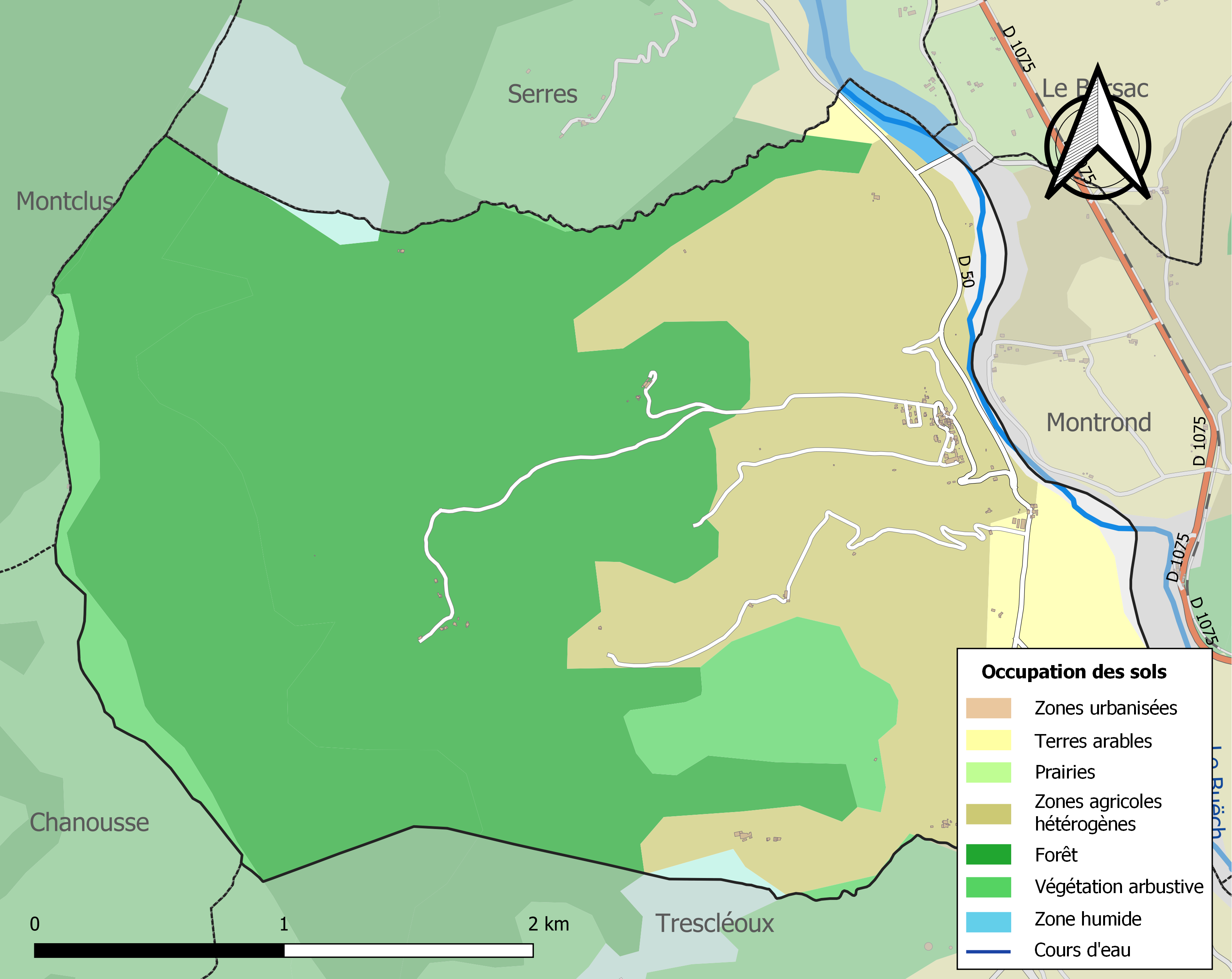
Carte de l'occupation des sols de la commune en 2018 (CLC).

## Toponymie
Le nom de la localité est attesté sous la forme Mauriovilla dès 739 dans le cartulaire de l'abbaye de Saint Hugues; sous la forme latine Mauririo Villa dans les archives de l'abbaye de Clun ; Merul en 1120.
Mereulh en occitan haut-alpin.

## Politique et administration

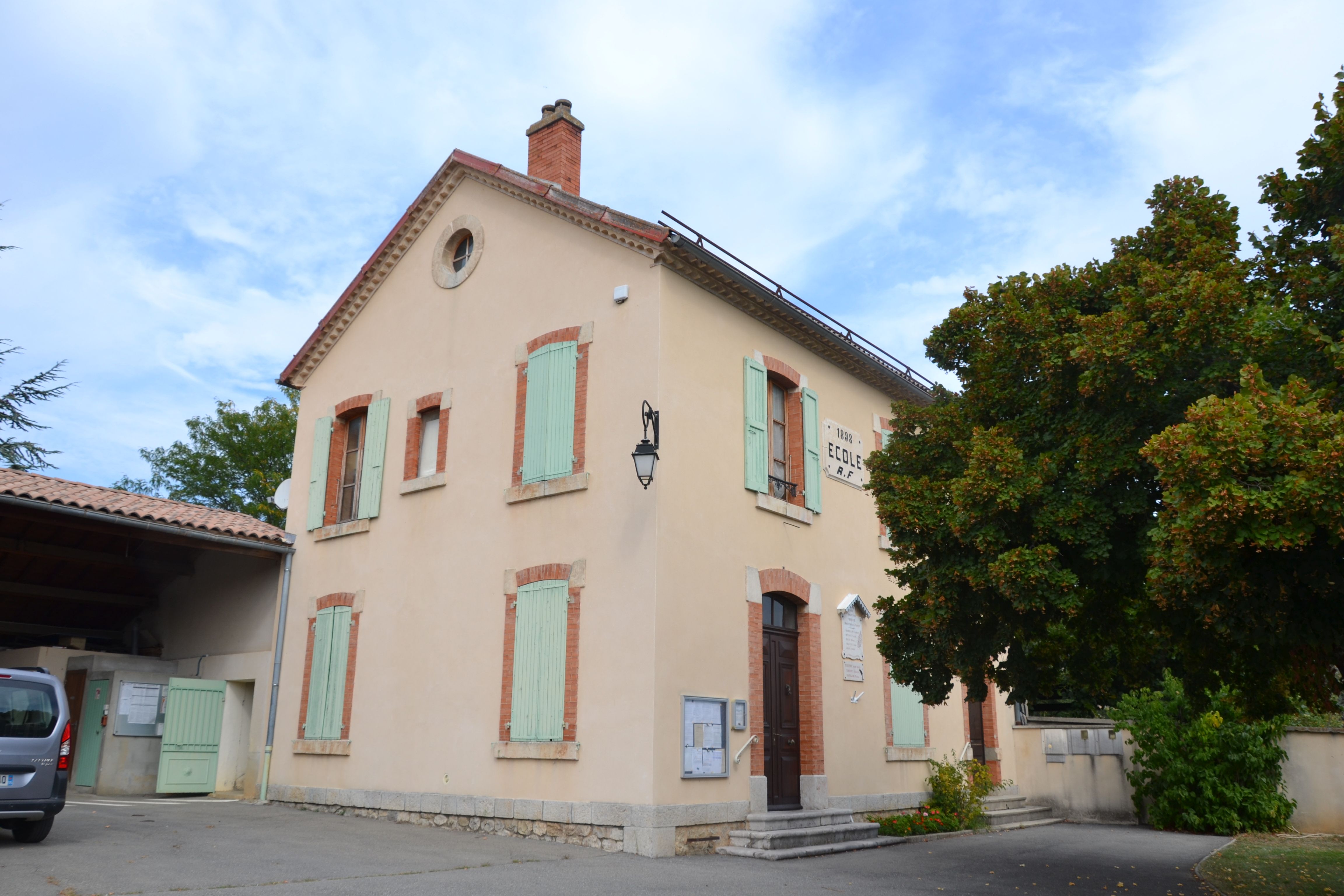
Mairie et école de Méreuil.

### Liste des maires
| Période                                  | Période   | Identité             | Étiquette | Qualité                       |
| ---------------------------------------- | --------- | -------------------- | --------- | ----------------------------- |
| Les données manquantes sont à compléter. |           |                      |           |                               |
| mars 2001                                | mars 2008 | Monique Sauvebois    |           |                               |
| mars 2008                                | mai 2020  | Odile Reynaud        |           | Retraitée de l'enseignement   |
| mai 2020                                 | En cours  | Annick Reynaud Frey, |           | Cadre de la fonction publique |

### Intercommunalité
Méreuil fait partie :
- de 1993 à 2017, de la communauté de communes du Serrois ;
- à partir du 1er janvier 2017, de la communauté de communes Sisteronais-Buëch.

## Population et société

### Démographie
L'évolution du nombre d'habitants est connue à travers les recensements de la population effectués dans la commune depuis 1793. Pour les communes de moins de 10 000 habitants, une enquête de recensement portant sur toute la population est réalisée tous les cinq ans, les populations de référence des années intermédiaires étant quant à elles estimées par interpolation ou extrapolation. Pour la commune, le premier recensement exhaustif entrant dans le cadre du nouveau dispositif a été réalisé en 2006.

En 2022, la commune comptait 105 habitants, en évolution de +28,05 % par rapport à 2016 (Hautes-Alpes : +0,4 %, France hors Mayotte : +2,11 %).
| 1793 | 1800 | 1806 | 1821 | 1831 | 1836 | 1841 | 1846 | 1851 |
| ---- | ---- | ---- | ---- | ---- | ---- | ---- | ---- | ---- |
| 348  | 254  | 281  | 258  | 241  | 212  | 216  | 219  | 230  |

| 1856 | 1861 | 1866 | 1872 | 1876 | 1881 | 1886 | 1891 | 1896 |
| ---- | ---- | ---- | ---- | ---- | ---- | ---- | ---- | ---- |
| 219  | 222  | 197  | 194  | 190  | 180  | 211  | 168  | 180  |

| 1901 | 1906 | 1911 | 1921 | 1926 | 1931 | 1936 | 1946 | 1954 |
| ---- | ---- | ---- | ---- | ---- | ---- | ---- | ---- | ---- |
| 140  | 138  | 138  | 124  | 110  | 105  | 103  | 138  | 161  |

| 1962 | 1968 | 1975 | 1982 | 1990 | 1999 | 2006 | 2011 | 2016 |
| ---- | ---- | ---- | ---- | ---- | ---- | ---- | ---- | ---- |
| 93   | 95   | 80   | 83   | 104  | 78   | 82   | 85   | 82   |

| 2021 | 2022 | - | - | - | - | - | - | - |
| ---- | ---- | - | - | - | - | - | - | - |
| 98   | 105  | - | - | - | - | - | - | - |

### Santé
Le Centre Hospitalier le plus proche est celui de Sisteron à 30 km.

### Cultes

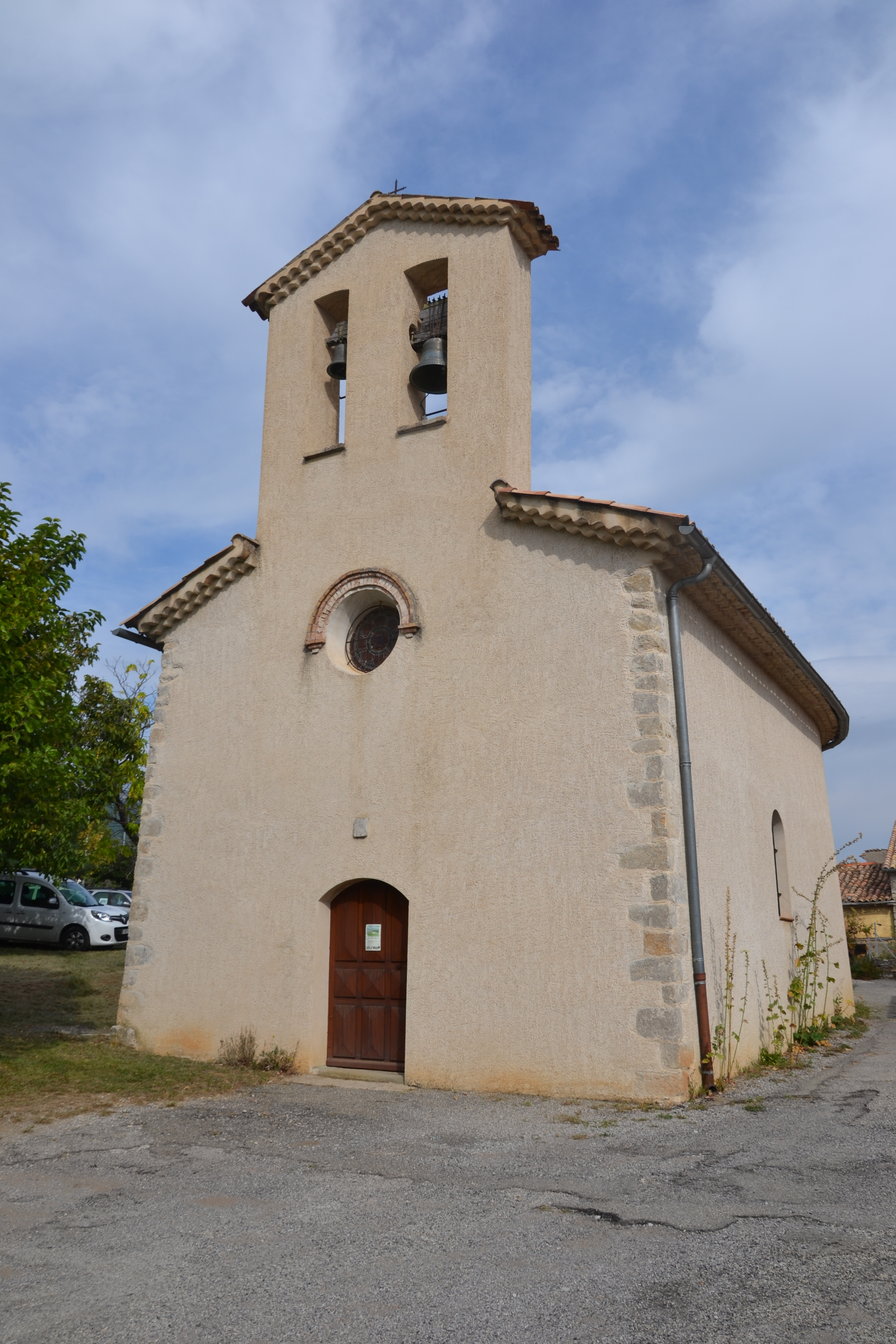
Église de Méreuil.

## Économie

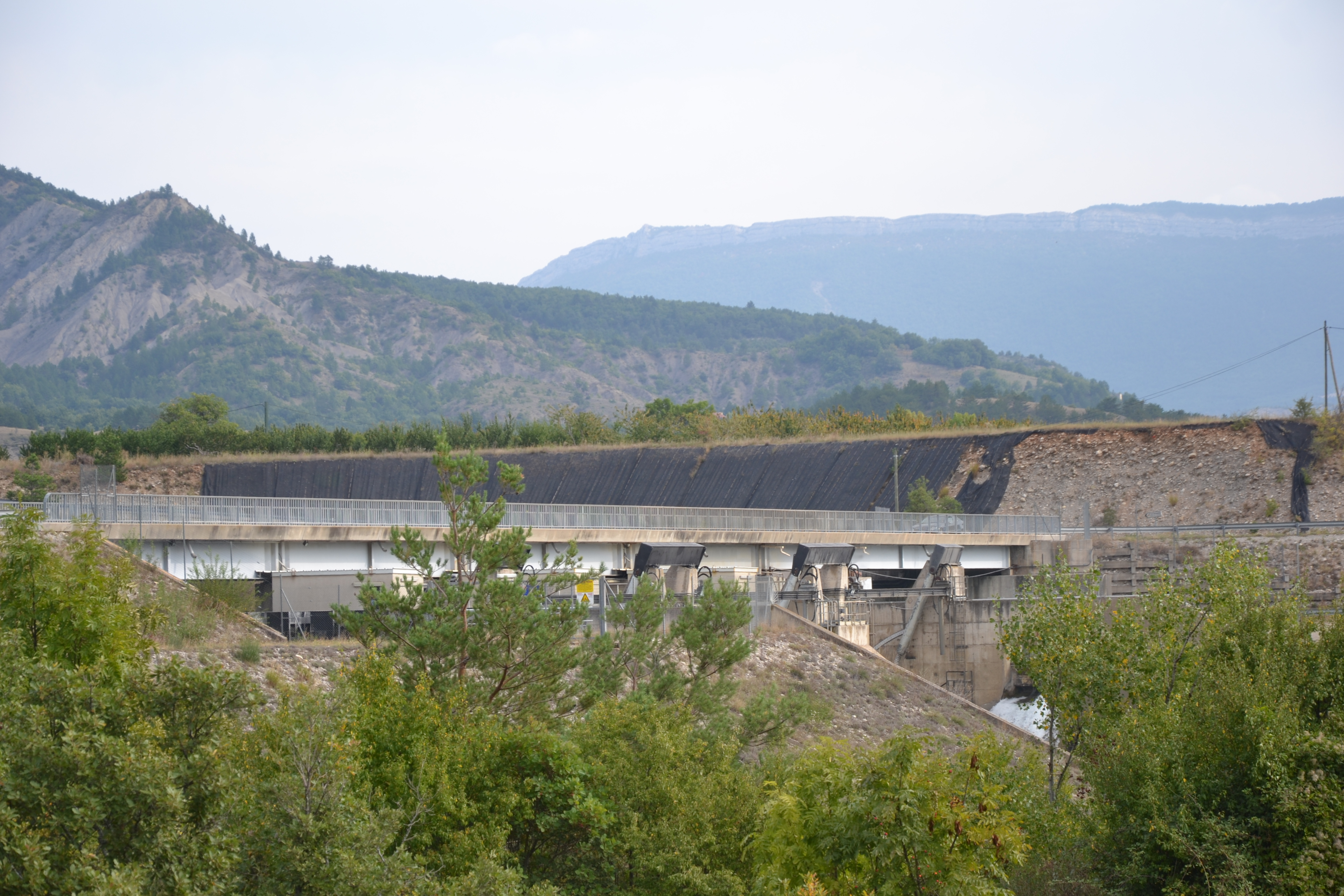
Barrage Saint -auveur.

## Culture locale et patrimoine

### Lieux et monuments
- Église Saint-Firmin de Méreuil.